# Ally Maxwell
Alistair Espie Maxwell, genannt: Ally Maxwell (* 16. Februar 1965 in Hamilton) ist ein ehemaliger schottischer Fußballtorhüter und -trainer.

## Karriere
Ally Maxwell wurde im Jahr 1965 im schottischen Hamilton geboren. Er begann seine Karriere beim Fir Park Boys Club, bei dem er bis zum Jahr 1983 spielte, bevor er zum FC Motherwell kam. Bei Well stand er unterbrochen von drei Leihwechseln bis 1992 unter Vertrag und absolvierte 134 Ligaspiele. Mit Maxwell im Tor gewann der FC Motherwell im März 1991 den schottischen Pokal im Finale gegen Dundee United. In der Saison 1987/88 stand er einmal beim schottischen Zweitligisten FC Clydebank im Tor. Von Oktober 1991 bis März 1992 blieb er bei seiner Leihe zum FC Liverpool ohne Einsatz sowie bei der dritten Leihe zu den Bolton Wanderers von März bis April 1992. Ab dem Jahr 1992 stand er drei Spielzeiten bei den Glasgow Rangers unter Vertrag, mit denen er 1994 den Ligapokal gewann. Zudem gewann er mit der Mannschaft drei Meisterschaften in den Jahren 1993, 1994 und 1995. Unter dem Trainer Walter Smith war er dabei in der ersten und dritten Saison, die er in Glasgow verbrachte Ersatztorhüter hinter Andy Goram. Im Juni 1995 wechselte Maxwell gemeinsam mit Neil Caldwell von den Rangers zum zweitklassigen Dundee United. Für Maxwell bezahlten die Tangerines eine Ablösesumme von 250.000 £. Bereits in seiner ersten Saison konnte er sich den Stammplatz zwischen den Pfosten sichern. Am Saisonende wurde das Team zweiter hinter Dunfermline Athletic und musste in die Aufstiegsrelegation die gegen Partick Thistle gewonnen wurde, womit der Aufstieg in die Premier Division fest stand. Mit United erreichte er im ersten Jahr zugleich das Finale im Challenge Cup das gegen den FC Stenhousemuir verloren wurde. In der Erstligasaison 1996/97 wurde United als Aufsteiger Tabellendritter und qualifizierte sich für den UEFA-Pokal 1997/98. Maxwell verlor in dieser Saison den Stammplatz an den neuverpflichteten Niederländer Sieb Dijkstra der von den Queens Park Rangers gekommen war, sodass der Aufstiegstorhüter Maxwell nur zehnmal zum Einsatz in der Liga kam. In der Saison 1997/98 blieb Maxwell ohne Einsatzminute. Nach insgesamt 44 Ligaspielen für die Tangerines wechselte er im Jahr 1998 zu Greenock Morton. Im Januar 2001 wurde er interimsweise zum Spieltrainer in Greenock ernannt. Den Abstieg in die 3. Liga am Saisonende konnte er aber nicht verhindern. Von September 2001 bis Oktober 2003 spielte er noch für Hamilton Academical, bevor er seine Karriere beendete.

## Erfolge
mit dem FC Motherwell:
- Schottischer Pokalsieger: 1991

mit den Glasgow Rangers:
- Schottischer Ligapokalsieger: 1994
- Schottischer Meister: 1993, 1994, 1995